# Sławosz Szydłowski

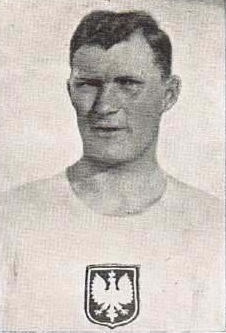
Sławosz Szydłowski

Sławosz Mieczysław Szydłowski (* 20. Juli 1894 in Staszów; † 24. Januar 1952 in Warschau) war ein polnischer Leichtathlet.
Sławosz Szydłowski trat für AZS Warschau an. Als Polen 1924 in Paris erstmals mit einer eigenen Mannschaft an Olympischen Sommerspielen teilnahm, war Szydłowski Fahnenträger der polnischen Mannschaft.
Im Speerwurf erzielte er genau 46 Meter und belegte damit in der Qualifikation den 26. Platz. Im Diskuswurf erreichte er 35,71 Meter und war damit nach der Qualifikation auf Rang 24.
Sławosz Szydłowski war in den 1920er Jahren mehrfach polnischer Meister in seinen beiden Wurfdisziplinen. Bei einer Körpergröße von 1,84 Meter hatte er ein Wettkampfgewicht von 85 Kilogramm.

## Persönliche Bestleistungen
- Diskuswurf: 41,47 Meter, 1931
- Speerwurf: 56,95 Meter, 1925